# Une Coccinelle en safari
Pour plus de détails, voir Fiche technique et Distribution.
Une Coccinelle en safari (Ein Käfer geht aufs Ganze) est une comédie d'action ouest-germano-suisse réalisée par Rudolf Zehetgruber et sortie en 1971. 

## Synopsis
L'Écossais James Butler souhaite participer au Rallye d'Afrique Orientale. Comme Ben et sa Volkswagen Coccinelle « Dudu » ne sont pas autorisés à participer au rallye, Ben utilise Dudu comme véhicule d'assistance pour le rallye. Pendant le rallye, ils doivent faire face à plusieurs participants, dont un comte qui n'hésite pas à utiliser des moyens déloyaux pour gagner.

## Fiche technique
- Titre français : Une Coccinelle en safari ou Le Rallye d'un amour de Coccinelle[1]
- Titre original allemand  : Ein Käfer geht aufs Ganze[2]
- Réalisateur : Rudolf Zehetgruber
- Scénario : Rudolf Zehetgruber, Alexander De Callier
- Photographie : Ken Hoover, Pierre Perreira, Alexander Posch (de)
- Montage : Illo Endrulat, Erica Engler
- Musique : Hans Hammerschmid (de), Roman Kwiatkowski
- Costumes : Susan Galdoni
- Maquillage : Ellen Just-Hofmann
- Production : Rudolf Zehetgruber
- Société de production : Barbara Film GmbH (Munich), Coordinator Film
- Pays de production :  Allemagne de l'Ouest -  Suisse
- Langue originale : allemand
- Format : Couleurs par Eastmancolor - 1,66:1 - Son mono - 35 mm
- Durée : 92 minutes
- Genre : Comédie d'action
- Dates de sortie :
  - Allemagne de l'Ouest : 31 décembre 1971
  - France : mai 1973

## Distribution
- Rudolf Zehetgruber (sous le nom de « Richard Lynn ») : Ben
- Kathrin Oginski (de) : Daktari Jo
- Jim Brown : Howard
- Gerd Duwner : James Butler
- Constanze Sieck : Angie Jo
- Harry Fuß : Comte de la Motta

## Production
Monté avec des images d'archives d'un film de safari, ce film est le premier de la série allemande La Coccinelle. Dans ce premier film, la Volkswagen Coccinelle « Dudu » est encore un modèle de la fin des années 60 avec une grande vitre arrière, mais dans une scène, on voit soudain une Ovali d'environ 1954. De même, la voiture est, parfois d'une scène à l'autre, d'abord une voiture à conduite à droite, puis à nouveau à conduite à gauche, et ainsi de suite. Rudolf Zehetgruber, qui joue déjà ici le rôle principal sous le pseudonyme de Richard Lynn, participe en tant qu'« équipe de service » à un rallye en Afrique avec sa nouvelle Volkswagen coccinelle et poursuit un aéroglisseur à travers la steppe. Au tout début, on apprend que la Volkswagen Coccinelle n'est autre que Herbie, qui s'était cassé en deux à la fin du film Un amour de Coccinelle (1968).